# Jean Laudouar
Pas d'image ? Cliquez ici

a Compétitions nationales et continentales officielles uniquement.

b Matchs officiels uniquement.
Dernière mise à jour le 14 décembre 2012.
Jean Laudouar, né le 3 janvier 1934 à Soustons et mort le 6 avril 2003 à Rivière-Saas-et-Gourby, est un joueur français de rugby à XV évoluant au poste de talonneur. Il a joué avec l'équipe de France et joué en club avec le Stade bordelais. 

## Biographie
Jean Laudouar joue au rugby à XV, entre autres à l'AS Soustons et au Stade bordelais. Il dispute son premier test match le 22 juillet 1961 contre l'équipe de Nouvelle-Zélande et son dernier test match contre l'équipe de Roumanie le 11 novembre 1962.

## Statistiques en équipe nationale
- 5 sélections
- Sélections par année : 3 en 1961, 2 en 1962
- Tournoi des Cinq Nations disputé : 1962